# Choťovice
Choťovice (německy Chotiowitz) jsou obec v okrese Kolín ve Středočeském kraji. Leží asi sedmnáct kilometrů severovýchodně od Kolína. Žije zde 255 obyvatel. Choťovice jsou také název katastrálního území o rozloze 9,06 km².

## Historie
První písemná zmínka o obci pochází z roku 1357.
V obci Choťovice (524 obyvatel) byly v roce 1932 evidovány tyto živnosti a obchody: 2 hostince, kolář, kovář, krejčí, 3 obuvníci, pekař, rolník, řezník, 3 obchody se smíšeným zbožím, Reifeissenova záložna Vzájemnost, spořitelní a záložní spolek pro Choťovice, trafika, truhlář, velkostatek Dvůr Korec.

## Přírodní poměry
Jihovýchodně od vesnice leží přírodní rezervace Žiželický les. Severní okraj katastrálního území Choťovice hraničí s národní přírodní rezervací Žehuňský rybník a malá část rezervace zasahuje do severovýchodního cípu území. Jižně od vesnice se nachází jedna z částí přírodní památky Kozí hůra.

## Obyvatelstvo
| Rok            | 1869 | 1880 | 1890 | 1900 | 1910 | 1921 | 1930 | 1950 | 1961 | 1970 | 1980 | 1991 | 2001 | 2011 | 2021 |
| -------------- | ---- | ---- | ---- | ---- | ---- | ---- | ---- | ---- | ---- | ---- | ---- | ---- | ---- | ---- | ---- |
| Počet obyvatel | 482  | 540  | 502  | 539  | 613  | 591  | 517  | 379  | 372  | 300  | 244  | 200  | 172  | 212  | 219  |
| Počet domů     | 68   | 79   | 80   | 88   | 107  | 109  | 123  | 124  | 111  | 103  | 87   | 116  | 118  | 121  | 122  |

## Obecní správa

### Územněsprávní začlenění
Dějiny územněsprávního začleňování zahrnují období od roku 1850 do současnosti. V chronologickém přehledu je uvedena územně administrativní příslušnost obce v roce, kdy ke změně došlo:
- 1850 země česká, kraj Jičín, politický okres Nový Bydžov, soudní okres Chlumec[8]
- 1855 země česká, kraj Jičín, soudní okres Chlumec
- 1868 země česká, politický okres Nový Bydžov, soudní okres Chlumec
- 1939 země česká, Oberlandrat Kolín, politický okres Nový Bydžov, soudní okres Chlumec nad Cidlinou[9]
- 1942 země česká, Oberlandrat Hradec Králové, politický okres Nový Bydžov, soudní okres Chlumec nad Cidlinou[10]
- 1945 země česká, správní okres Nový Bydžov, soudní okres Chlumec nad Cidlinou[11]
- 1949 Hradecký kraj, okres Nový Bydžov[12]
- 1960 Středočeský kraj, okres Nymburk
- k 1. lednu 1961 Středočeský kraj, okres Nymburk, obec Žehuň[13]
- k 24. listopadu 1990 Středočeský kraj, okres Nymburk[13]
- 2003 Středočeský kraj, okres Nymburk, obec s rozšířenou působností Kolín
- k 1. lednu 2007 Středočeský kraj, okres Kolín, obec s rozšířenou působností Kolín[14]

### Obecní symboly
Znak a vlajka byly obci uděleny rozhodnutím předsedy Poslanecké sněmovny Parlamentu České republiky dne 5. dubna 2017.

## Doprava

### Pozemní komunikace
Obcí prochází silnice III. třídy. Katastrální území obce protíná dálnice D11, nejbližší exit 50 (Dobšice) je ve vzdálenosti 3,5 kilometru. Ve vzdálenosti dva kilometry vede silnice II/328 Jičíněves – Městec Králové – Kolín.

### Železnice
Po Choťovicích je nazvána železniční stanice Choťovice na železniční trati Velký Osek – Choceň. Stanice ale leží na protějším břehu Žehuňského rybníka na území obce Žehuň a z Choťovic k ní není přímý přístup.

## Pamětihodnosti
- kostel Narození Panny Marie
- mohylník v Žiželickém lese – archeologické stopy
- tvrz Na hradě čp. 15 – archeologické stopy